# Edifici de Ca l'Onofre Cerveró
Edifici de Ca l'Onofre Cerveró és una obra de Lleida protegida com a bé cultural d'interès local.

## Descripció
Es tracta d'un edifici entre dues mitgeres inclòs a la trama urbana medieval del nucli antic.
Els seus baixos estan construïts amb maçoneria de pedra tallada, on es troben les finestres de llinda recte amb un trencaaigües superior i un cert treball de motllures. Es va trobar una placa d'inscripció de pedra trobada prop del Portal de Boters que devia situar-se ultraposada a la façana. Hi trobem gravades les següents paraules: Afrania L. L. i Chrocale, d'origen romà.

## Història
És un edifici d'origen renaixentista amb finestres d'estil gòtic tardà que donaven llum al despatx d'Onofre Cerveró, personatge humanista, mossèn, Paer de Lleida. L'interior dels baixos ha estat subjecte de reformes.